# منتخب زيمبابوي لكأس ديفيز
منتخب زيمبابوي لكأس ديفيز (بالإنجليزية: Zimbabwe Davis Cup team)‏ هو ممثل زيمبابوي الرسمي في كرة المضرب في كأس ديفيز.